# 姚文灝
姚文灏（1464年—1538年），字秀夫，自号鄱东野人，晚更号学斋，江西贵溪人。明朝政治人物，同进士出身。

## 生平
年二十，领成化十九年（1483年）癸卯乡荐，成化二十年（1484年）联捷甲辰科三甲进士，初授工部都水主事，督造淮安运舟，改刑部陕西司主事，弘治五年（1492年）九月以事降调常州府通判，八年七月復任工部都水司主事，专治苏松常镇及浙江杭嘉湖等七府水利，治理浙江、江苏、太湖等地水患。著有《浙西水利书》，收录于《四库全书总目提要》。後以告病家居，起復刑部广东司主事，十五年（1536年）三月擢湖廣提學僉事。嘗自謂吾無他過人，惟毁譽不入，請託不行，賄賂不通而已。在官三載卒。所著有《學齋藁》、《經說雜說》、《中庸本義》。

## 家族
曾祖姚本正。祖父姚添德。父姚明，陜西按察佥事。母王氏。娶樊氏。